# Philippa de Dammartin
Philippe ou Philippa de Dammartin (av. 1227-ap. 1277) est une noble de la haute aristocratie française du XIIIe siècle. Par sa mère, elle descend des capétiens : son arrière-grand père est le roi de France Louis VII le Jeune.
Elle devient par ses trois mariages successifs comtesse d'Eu, dame de Coucy, puis comtesse de Gueldre.

## Biographie

### Famille
Philippa est la seconde fille de Simon de Dammartin (v. 1180-1239), comte d'Aumale de 1206 à 1214, puis de 1234 à 1239, et de Marie de Ponthieu (av. 1199-1250), comtesse de Ponthieu (1225-1250),. Entre septembre 1240 et décembre 1241, sa mère Marie se marie en secondes noces avec Mathieu de Montmorency (♰ 1250 à la bataille de Mansourah), seigneur d'Attichy,.
Sa sœur aînée, Jeanne de Dammartin (1220-1279), hérite des comtés d'Aumale et de Ponthieu, et devient reine de Castille (1237-1252) par son mariage avec Ferdinand III (v. 1199-1252) en 1237. Par cette union, Philippa est la tante d'Éléonore de Castille (v. 1241-1290), comtesse de Ponthieu, reine consort d'Angleterre (1272-1290), première épouse d'Édouard Ier d'Angleterre (1239-1307).
Son oncle paternel est le célèbre Renaud de Dammartin, comte de Boulogne (1190-1227), comte de Dammartin (1200-1214), comte d'Aumale (1204-1206) et comte de Mortain (1206-1214). Il est, avec son frère Simon, père de Philippa, vaincu à la bataille de Bouvines par Philippe II Auguste en 1214,,.

### Décès
Philippa de Dammartin disparait des actes après août 1277 et semble avoir été inhumée au monastère de Graefenthal avec son troisième époux, Otton II de Gueldre.

## Mariages et descendance
Philippa de Dammartin s'est mariée trois fois :

### RaoulIId'Exoudun

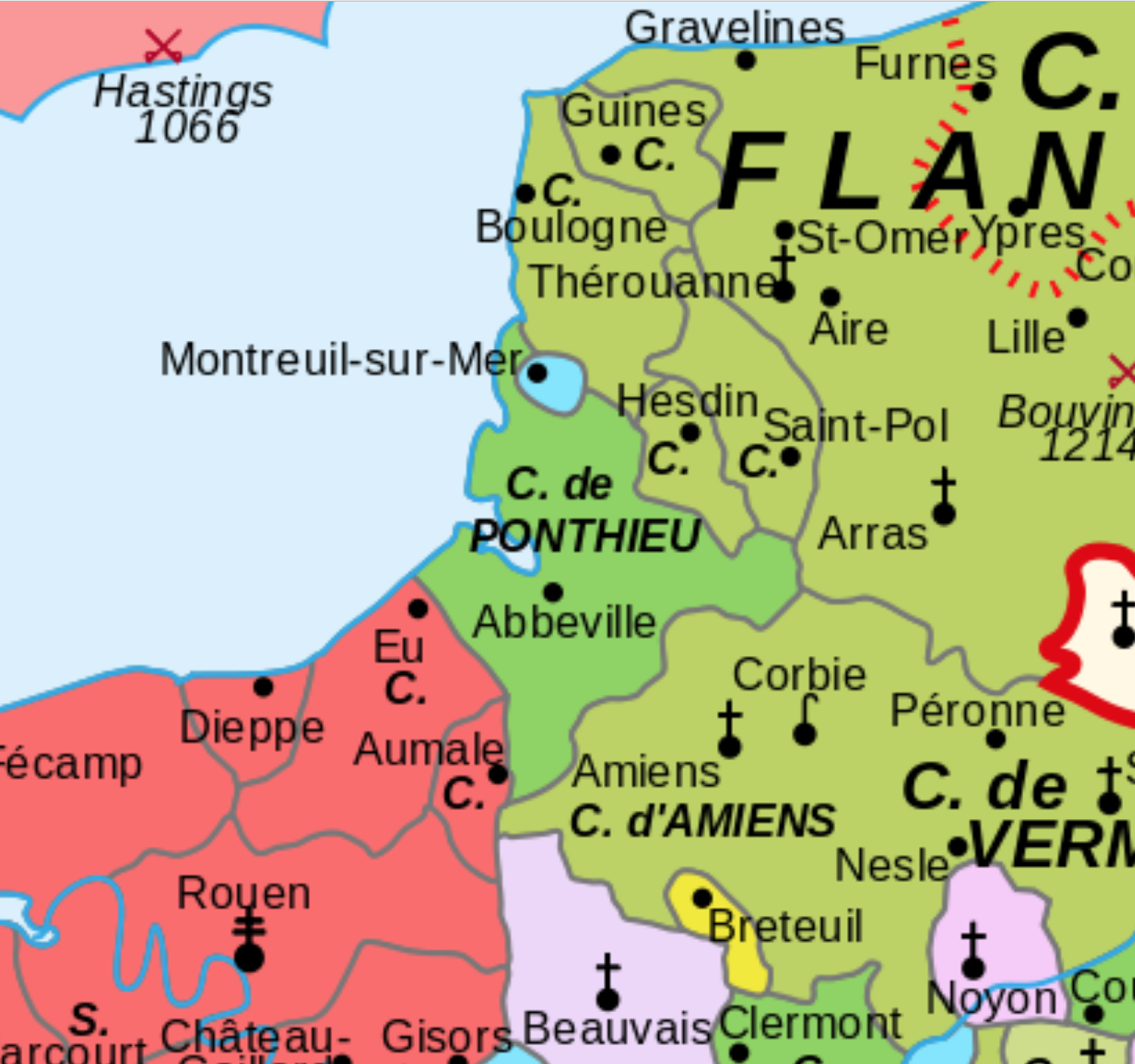
Carte des comtés de Ponthieu, d'Aumale et d'Eu vers 1180.

Par son premier mariage, elle devient vers 1240 la troisième épouse de Raoul II d'Exoudun (v. 1207-2 sept. 1246), comte d'Eu (1244-1246) de la maison de Lusignan. Raoul II est le fils de Raoul Ier d'Exoudun (v. 1169-1219) et d'Alix d'Eu (v. 1180-1245), issue de la maison de Normandie et héritière des comtes d'Eu. Les comtés de Ponthieu et d'Aumale sont voisins de celui d'Eu.
Leur union reste sans postérité.
Philippa est la belle-mère de Marie d'Exoudun (v. 1232-1er oct. 1260), née du second mariage de Raoul II avec Yolande de Dreux (1216-26 janv. 1239), unique enfant et héritière de son époux. En novembre 1246, peu après le décès de Raoul II d'Exoudun, Philippa de Dammartin réussit à obtenir la garde des terres poitevines de sa belle-fille, Marie d'Exoudun, auprès d'Alphonse de Poitiers,.

### RaoulIIde Coucy
Veuve, Philippa épouse en secondes noces l'héritier de la maison de Coucy, Raoul II (♰ 1250), seigneur de Coucy (1242-1250). Il est le fils du renommé Enguerrand III de Coucy  dit le Bâtisseur (1182-mai 1242), seigneur de Coucy, Marle, Crépy, Vervins, et de Marie de Montmirail (1192-1272), dame de Montmirail, La Ferté-Ancoul, La Ferté, Condé, Oisy, Crèvecœur, vicomtesse de Meaux, châtelaine de Cambrai, héritière de la maison de Montmirail.
Ils ont comme unique enfant :
- Enguerrand de Coucy, mort jeune avant 1250[23].

Raoul II de Coucy participe à la septième croisade en Égypte et décède lors de la bataille de Mansourah, le 8 février 1250, aux côtés du comte Robert Ier d'Artois, frère du roi Louis IX,. Son frère Enguerrand IV (v. 1228-1310) lui succède.

### OttonIIde Gueldre
Veuve une seconde fois dès 1250, Philippa épouse, en 1252, Otton II dit le Paralysé (v. 1215-12 janv. 1271), comte de Gueldre (1229-1271). Il est le fils de Gérard III (v. 1185-1229), comte de Gueldre et de Zutphen, et de Marguerite de Brabant (v. 1192-1231).
Ils ont trois enfants :
- Renaud Ier de Gueldre (1255-1326), comte de Gueldre, comte de Zutphen (1271-1326)[28], et duc de Limbourg (1279-1288) par mariage ;
- Philippa de Gueldre (♰ 1294), mariée, avant le 9 juillet 1275, à Walram II de Valkenburg (1253-1302)[29] ;
- Marguerite de Gueldre (♰ 1282/1287), mariée le 13 mai 1260 à Thierry VII (1256-1305), comte de Clèves[30].

## Sceau et armoiries

### Sceau [1246]
Avers : Navette, 70 mm,.
Description : Femme debout, vue de face, en robe et manteau, coiffure carrée, tenant une fleur de lys à la main droite, et accostée de deux étoiles.
Légende :  ✠ ..GILL'M • PHILIPPE • VXORIS • RADVLFI • COMITIS • AV..
Légende transcrite : Sigillum Philippe, uxoris Radulfi, comitis Augi
Contre-sceau : Navette,.
Description : Écu burelé au lambel, surmonté dans le champ d'une fleur de lys.
Légende : ✠ CONTRASIGILLV PHILIPPE
Légende transcrite : Contrasigillum Philippe

### Armoiries [1246]
Philippa de Dammartin adopte pour ses armoiries le burelé caractéristique de la maison des Lusignan, dont son mari Raoul II d'Exoudun est issu, avec une brisure.
| Blason | Blasonnement : Écu burelé d'argent et d'azur de dix pièces brisé d'un lambel de trois pendants de gueules Commentaires : Blason de Philippa de Dammartin, d'après une empreinte de son contre-sceau appendu à un hommage lige de la comtesse à Alphonse, comte de Poitiers (Paris, novembre 1246). |

Références,

## Sources et bibliographie

### Sources sigillographiques
- SIGILLA : base numérique des sceaux conservés en France, « Philippa de Dammartin », sur sigilla.irht.cnrs.fr. [lire en ligne].